# شبه‌جزیره یورک
شبه‌جزیرهٔ یورک (به انگلیسی: Yorke Peninsula) یکی از سیزده ناحیه ایالت استرالیای جنوبی است.

## نگارخانه

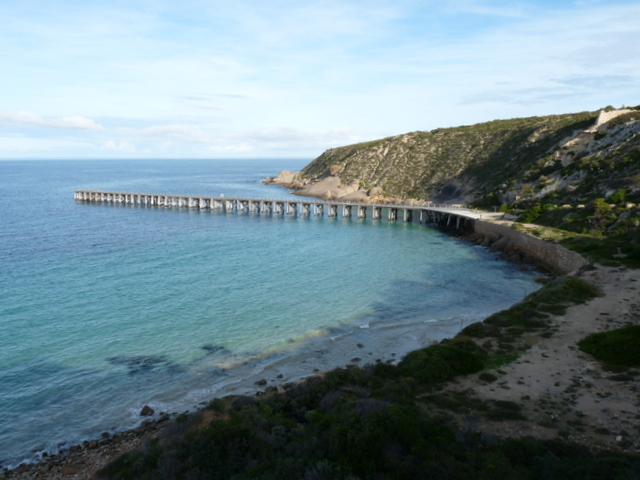
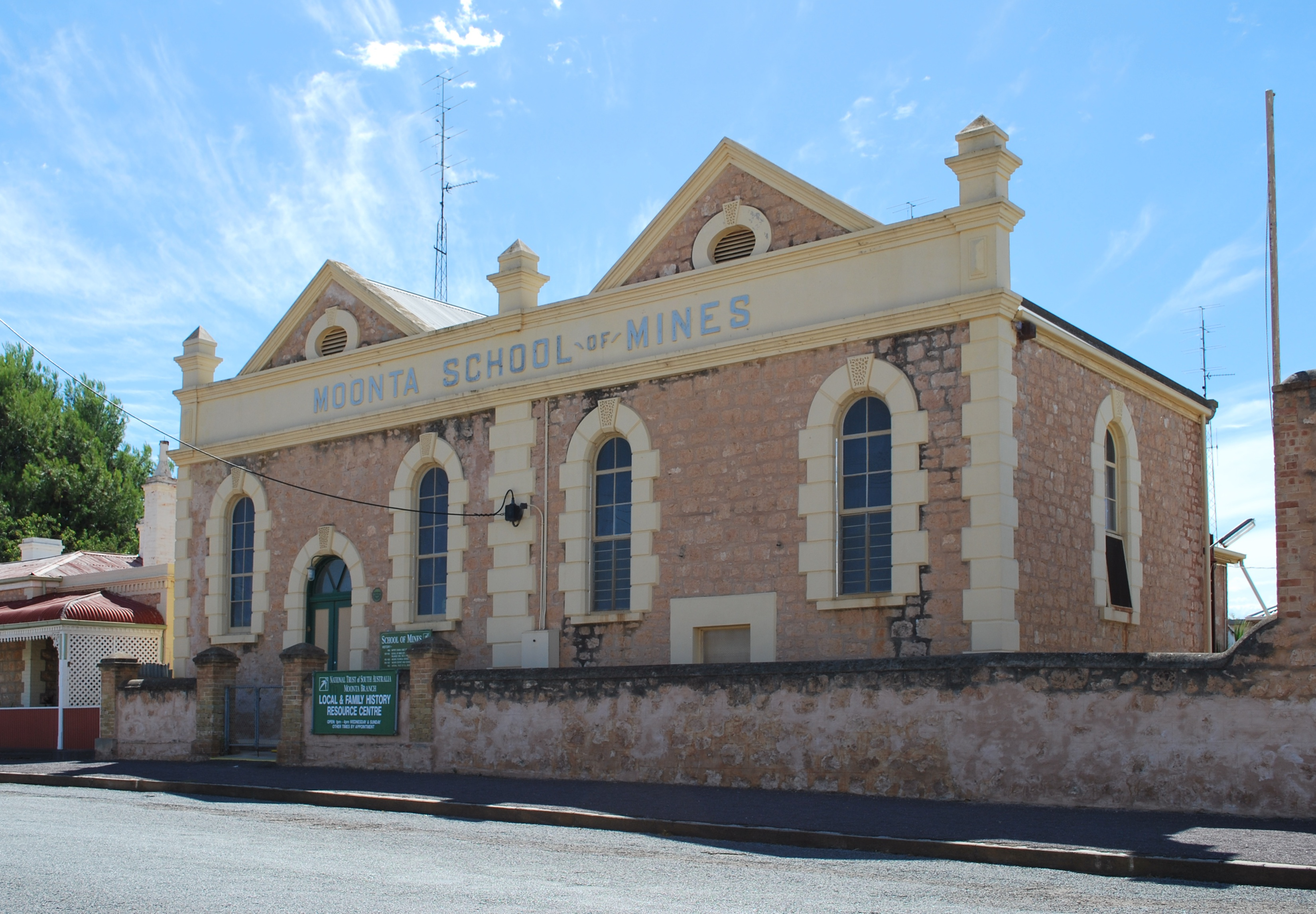
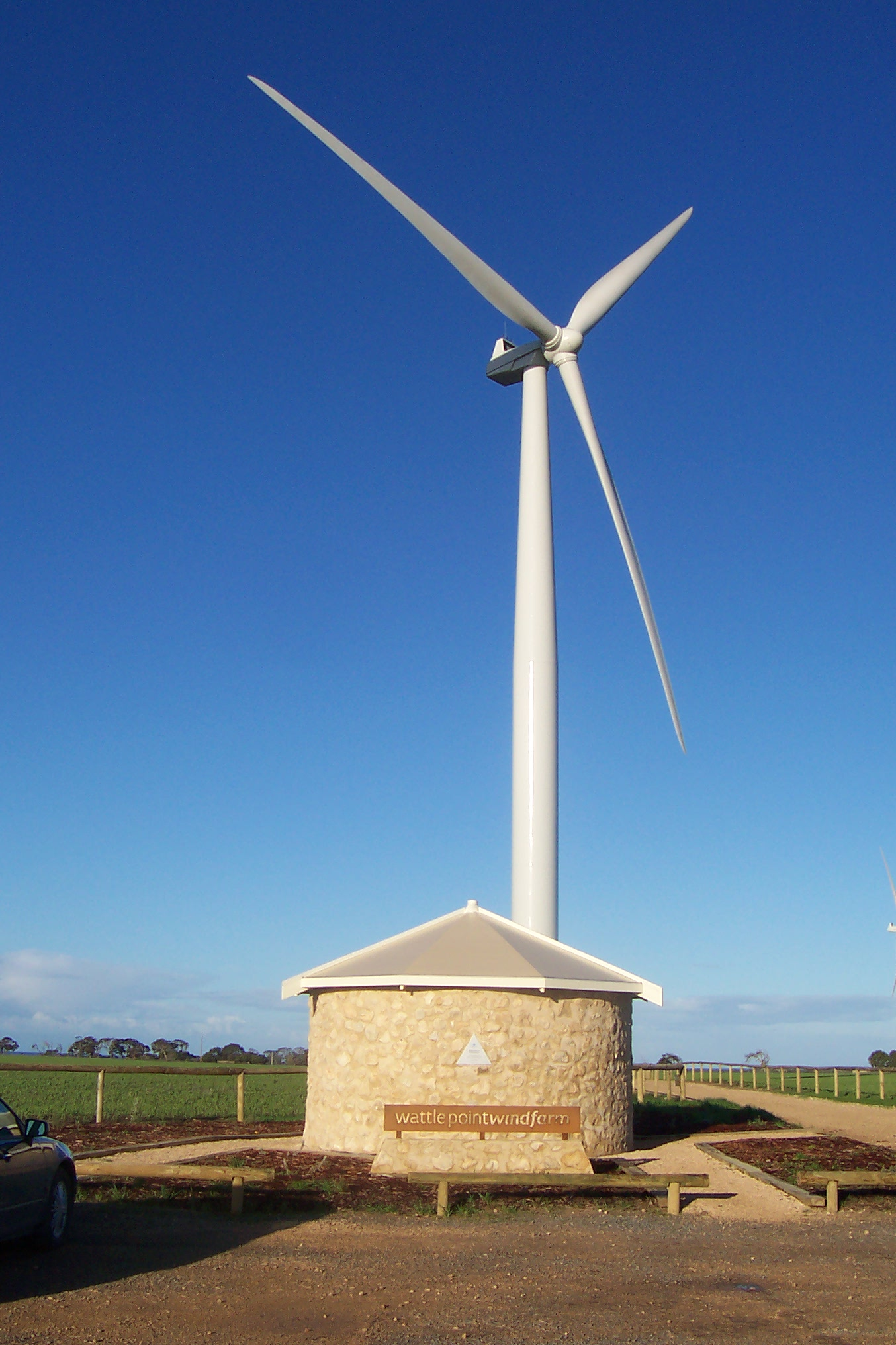
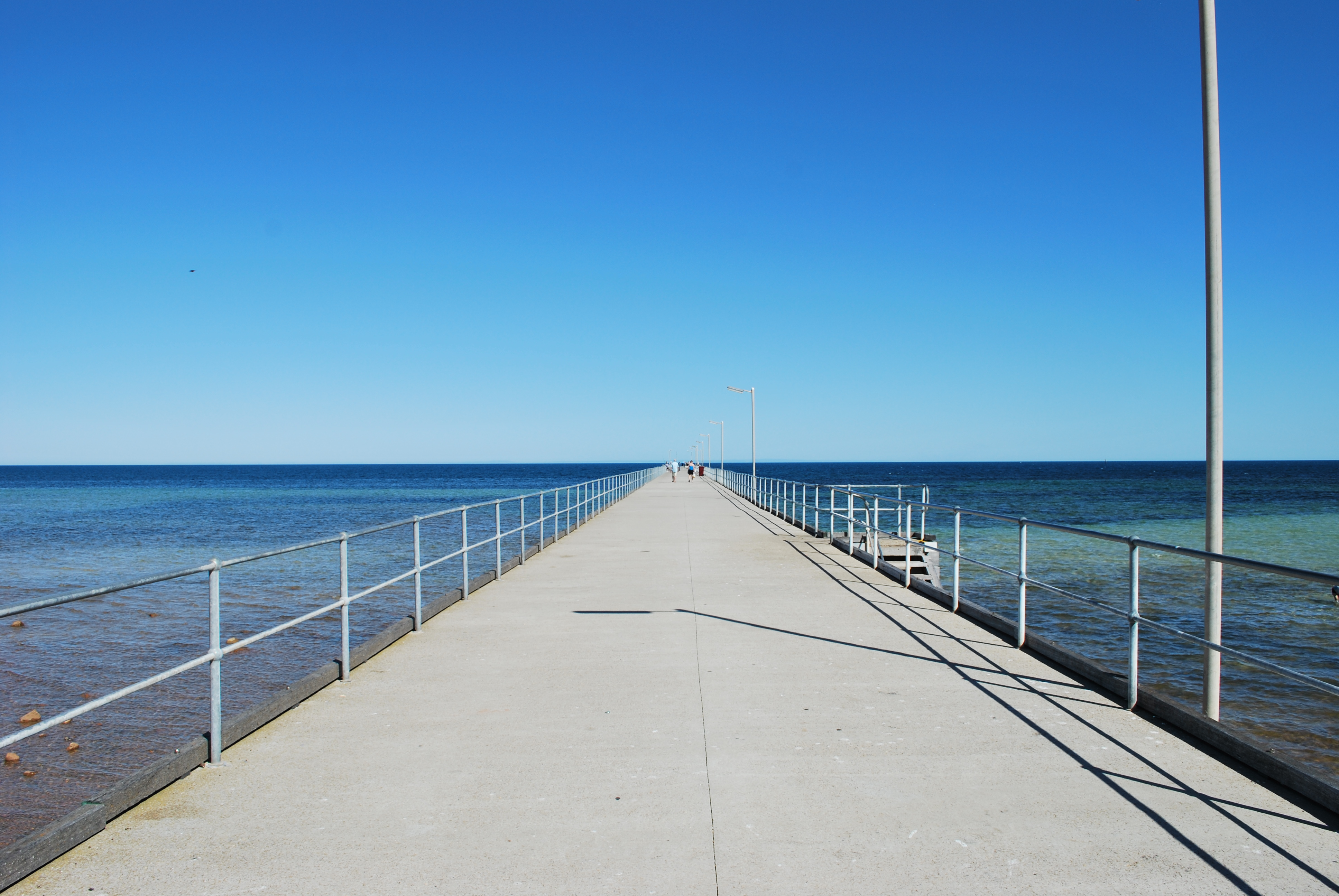
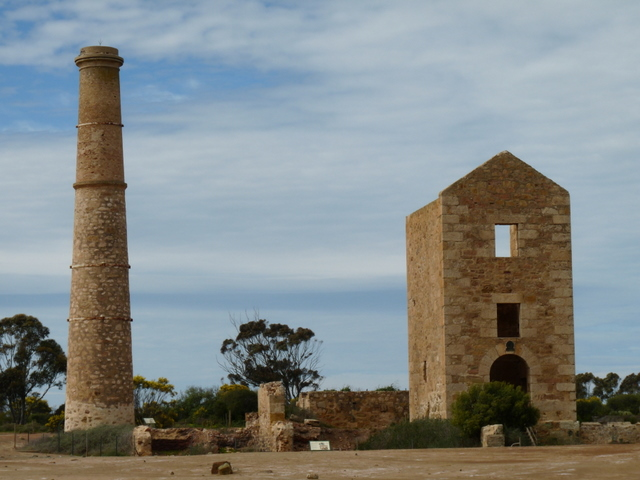